# Driss Fettouhi
Driss Fettouhi (30 de setembro de 1989) é um futebolista profissional marroquino, que atua como meia.

## Carreira
Driss Fettouhi fez parte do elenco da Seleção Marroquina de Futebol nas Olimpíadas de 2012.